# Exsultet

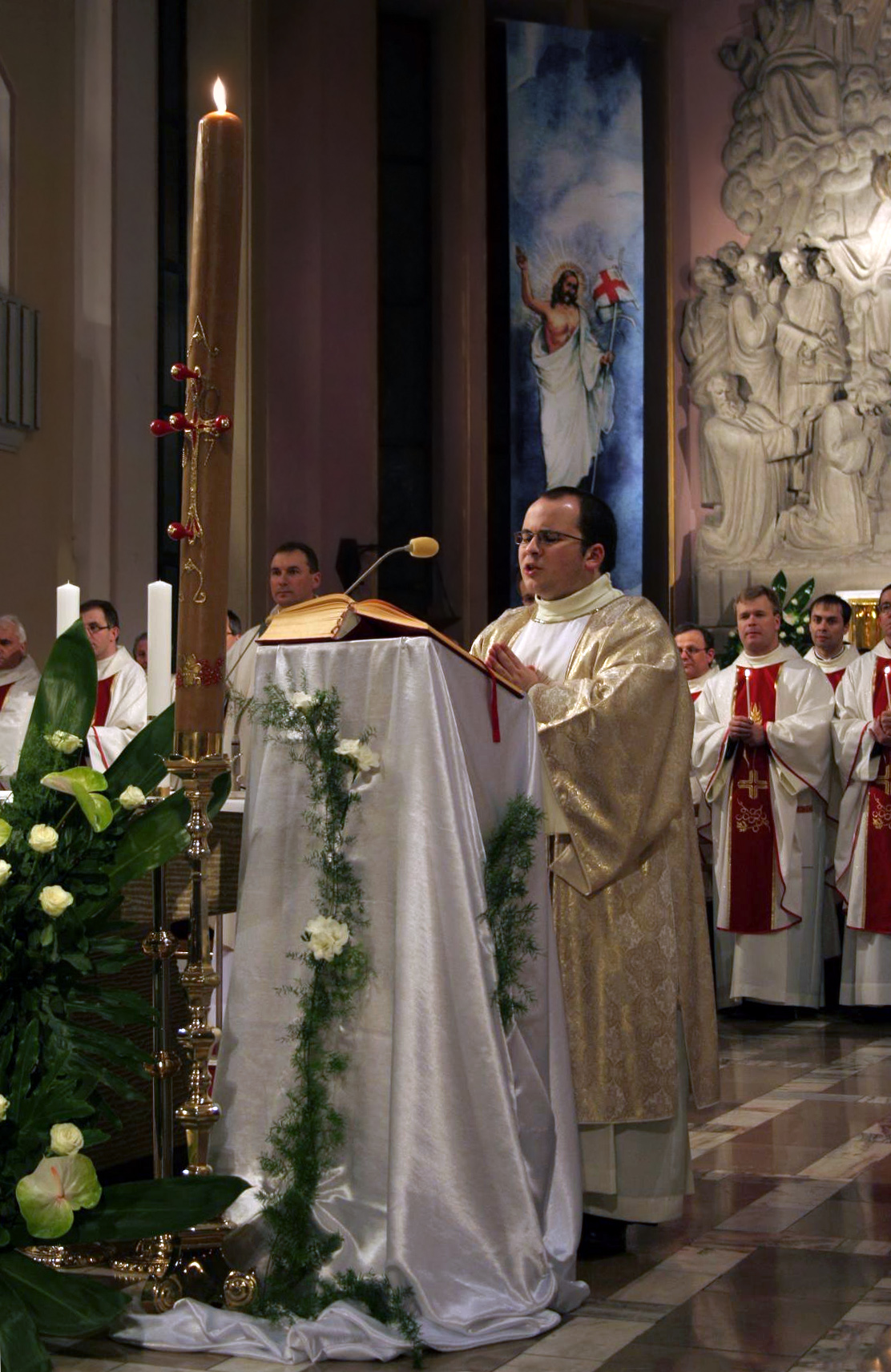
Een diaken die het exsultet zingt.

Exsultet (Latijn: laat juichen), ook wel praeconium paschale (Latijn: paaslof) genoemd, is het beginwoord van een jubelzang tijdens de paaswake volgens de liturgie in de Rooms-katholieke kerk en Lutherse kerk. De hymne wordt gezongen bij de pas gewijde nieuwe paaskaars, om de verrijzenis van Christus te herdenken. De paaswake kan worden gehouden in de avond of nacht van Stille Zaterdag op paaszondag. 
Indien een diaken aanwezig is tijdens de dienst, dient het 'Exsultet' door hem worden gezongen. Bij diens afwezigheid wordt dit door een van de aanwezige priesters gedaan.

## Rooms-katholiek, Latijnse tekst
Exsúltet iam angélica turba cælórum:

exsúltent divína mystéria:

et pro tanti Regis victória tuba ínsonet salutáris.

Gáudeat et tellus, tantis irradiáta fulgóribus:

et ætérni Regis splendóre illustráta,

tótius orbis se séntiat amisísse calíginem.

Lætétur et mater Ecclésia,

tanti lúminis adornáta fulgóribus:

et magnis populórum vócibus hæc aula resúltet.

[Quaprópter astántes vos, fratres caríssimi,

ad tam miram huius sancti lúminis claritátem,

una mecum, quæso,

Dei omnipoténtis misericórdiam invocáte.

Ut, qui me non meis méritis

intra Levitárum númerum dignátus est aggregáre,

lúminis sui claritátem infúndens,

cérei huius laudem implére perfíciat.]

[V/ Dóminus vobíscum.

R/ Et cum spíritu tuo.]

V/ Sursum corda.

R/ Habémus ad Dóminum.

V/ Grátias agámus Dómino Deo nostro.

R/ Dignum et iustum est.

Vere dignum et iustum est,

invisíbilem Deum Patrem omnipoténtem

Filiúmque eius unigénitum,

Dóminum nostrum Iesum Christum,

toto cordis ac mentis afféctu et vocis ministério personáre.

Qui pro nobis ætérno Patri Adæ débitum solvit,

et véteris piáculi cautiónem pio cruóre detérsit.

Hæc sunt enim festa paschália,

in quibus verus ille Agnus occíditur,

cuius sánguine postes fidélium consecrántur.

Hæc nox est,

in qua primum patres nostros, fílios Israel

edúctos de Ægypto,

Mare Rubrum sicco vestígio transíre fecísti.

Hæc ígitur nox est,

quæ peccatórum ténebras colúmnæ illuminatióne purgávit.

Hæc nox est,

quæ hódie per univérsum mundum in Christo credéntes,

a vítiis sæculi et calígine peccatórum segregátos,

reddit grátiæ, sóciat sanctitáti.

Hæc nox est,

in qua, destrúctis vínculis mortis,

Christus ab ínferis victor ascéndit.

Nihil enim nobis nasci prófuit,

nisi rédimi profuísset.

O mira circa nos tuæ pietátis dignátio!

O inæstimábilis diléctio caritátis:

ut servum redímeres, Fílium tradidísti!

O certe necessárium Adæ peccátum,

quod Christi morte delétum est!

O felix culpa,

quæ talem ac tantum méruit habére Redemptórem!

O vere beáta nox,

quæ sola méruit scire tempus et horam,

in qua Christus ab ínferis resurréxit!

Hæc nox est, de qua scriptum est:

Et nox sicut dies illuminábitur:

et nox illuminátio mea in delíciis meis.

Huius ígitur sanctificátio noctis fugat scélera, culpas lavat:

et reddit innocéntiam lapsis

et mæstis lætítiam.

Fugat ódia, concórdiam parat

et curvat impéria.

O vere beáta nox,

in qua terrénis cæléstia, humánis divína iungúntur!¹

In huius ígitur noctis grátia, súscipe, sancte Pater,

laudis huius sacrifícium vespertínum,

quod tibi in hac cérei oblatióne solémni,

per ministrórum manus

de opéribus apum, sacrosáncta reddit Ecclésia.

Sed iam colúmnæ huius præcónia nóvimus,

quam in honórem Dei rútilans ignis accéndit.

Qui, lícet sit divísus in partes,

mutuáti tamen lúminis detrimenta non novit.

Alitur enim liquántibus ceris,

quas in substántiam pretiósæ huius lámpadis

apis mater edúxit.²

Orámus ergo te, Dómine,

ut céreus iste in honórem tui nóminis consecrátus,

ad noctis huius calíginem destruéndam,

indefíciens persevéret.

Et in odórem suavitátis accéptus,

supérnis lumináribus misceátur.

Flammas eius lúcifer matutínus invéniat:

ille, inquam, Lúcifer, qui nescit occásum.

Christus Fílius tuus,

qui, regréssus ab ínferis, humáno géneri serénus illúxit,

et vivit et regnat in sæcula sæculórum.

R/ Amen.
Kom, juicht nu, al gij engelen hoog in de hemel: 

Juicht, goddelijke geheimen: 

Trompet van ons heil: blaas de overwinning van de koning zo groot. 

Aarde, verheug u, omstraald door zoveel luister: 

En voel hoe de glans van de Eeuwige Koning u verlicht 

en hoe de duisternis van heel de wereld van u afglijdt. 

Wees blij, moeder Kerk, 

gesierd met de luister van dit grote licht: 

en laat deze zaal weergalmen van de machtige stemmen der volkeren. 

[Daarom vraag ik u, geliefde broeders 

die hier samen met mij staat 

rond de zo wonderbaarlijke glans van dit heilige licht: 

roept de barmhartigheid van de Almachtige God in. 

Hij heeft zich verwaardigd, niet vanwege mijn verdiensten, 

mij te tellen onder het getal der Levieten. 

Laat Hij mij doorstromen met Zijn luister, 

en laat Hij mij de lofzang van deze kaars voltooien.] 

[De Heer zij met u. 

En met uw geest.] 

Verheft uw hart. 

Wij zijn met ons hart bij de Heer. 

Brengen wij dank aan de Heer, onze God. 

Dat is waardig en juist. 

Werkelijk waardig en juist is het, 

om met de volle instemming van ons hart en onze geest onze stemmen 

te laten weerklinken voor de onzichtbare God,  de almachtige Vader, 

en voor zijn eniggeboren Zoon, 

onze Heer Jezus Christus. 

Hij heeft voor ons de schuld van Adam bij de eeuwige Vader ingelost, 

en de schuldbrief van de oude zonde met zijn heilig bloed uitgewist. 

Want dit is het Paasfeest, 

waarop het ware Lam geslacht wordt, 

met wiens bloed de gelovigen hun deurposten heiligen. 

Dit is de nacht, 

waarin Gij ooit onze vaderen, de zonen van Israël, 

uit Egypte hebt geleid. 

Gij hebt hen met droge voeten door de Rode Zee laten trekken. 

Dit is de nacht, 

die met een zuil van licht de duisternis van de zonden heeft verdreven. 

Dit is de nacht, 

die vandaag over de hele wereld de christengelovigen 

heeft gescheiden van ’s werelds schuld en de duisternis der zonden, 

die hen tot de genade heeft teruggebracht, hen heeft verenigd met het heilige. 

Dit is de nacht, 

waarin Christus de banden van de dood heeft vernield 

en als overwinnaar vanuit het dodenrijk is opgeklommen. 

Wat had het ons gebaat geboren te worden, 

zonder de weldaad van de verlossing? 

O wonderbaarlijk teken van Uw getrouwheid jegens ons, 

O onschatbare uiting van Uw liefde: 

om de slaaf los te kopen hebt Gij de Zoon overgeleverd. 

O zonde van Adam, die begaan moest worden 

om door Christus’ dood gedelgd te worden. 

O gelukkige schuld, 

die het verdiende om zo’n bijzondere en grote Verlosser te krijgen. 

O waarlijk gelukzalige nacht, 

die als enige tijd en uur mocht kennen 

van Christus’ verrijzenis uit de doden. 

Dit is de nacht, waarover geschreven staat: 

En de nacht zal lichten als de dag, 

en de nacht zal het licht zijn dat ik bemin. 

De heiliging van deze nacht jaagt misdaden op de vlucht, wast schulden af, 

en zij herschenkt de gevallenen onschuld 

en blijheid aan de bedroefden. 

Zij verjaagt de haat, brengt eensgezindheid 

en buigt de macht. 

O waarlijk gelukzalige nacht, 

waarin de hemel met de aarde, en het goddelijke met het menselijke wordt verbonden. 

Aanvaard, heilige Vader, het avondoffer van deze lofprijzing 

in deze nacht vol genade: 

de kerk biedt U plechtig de was aan, 

het werk van de bijen, 

uit de handen van Uw dienaren. 

Wij weten al wat deze lichtkolom verkondigt, 

die met rossige glans het vuur doet branden ter ere Gods. 

Al wordt het verdeeld, 
het verandert noch verdwijnt. 

Smeltende was, 

die moeder bij bijeenbracht voor deze kostbare toorts, 

voedt dit vuur. 

Zo bidden wij U, Heer, 

om deze kaars, gewijd ter ere van Uw naam 

om de duisternis van deze nacht te vernietigen, 

onverzwakt te bewaren. 

Moge ze aanvaard worden in zoete geur, 

en vermengd worden met de lichten van de hemel. 

Moge de morgenster haar vlammen begroeten: 

Hem bedoel ik, de Morgenster die nooit zal ondergaan, 

Christus Uw Zoon, 

die is verrezen uit het dodenrijk en het mensengeslacht helder heeft verlicht, 

en die leeft en heerst in de eeuwen der eeuwen. 

Amen.